# Eckō Unltd.
Eckō Unltd. — бренд одягу, заснований модельєром Марко Мілесовські. Набув популярності з кінця 1990-х — початку 2000-х років. Частіше всього пов'язують з Хіп-хопом.

## Історія
Створення Ecko Unltd. почалося з експерименту з шістьма футболками і банкою з фарбою. Молодий але вже на той час доволі перспективний хлопець Марк «Еко» Мілесовські розробляв власні макети футболок прямо в батьківському гаражі. Серйозно почав продавати футболки в стилі графіті в середині 1980-х років після того як вони потрапили у Східне узбережжя. У 1993 році з інвестиціями його сестри-близнючки, Марсі, і друга, Сета Герсберга заснував свою марку одягу — Ecko Unltd. У 2008 Марка призначили наймолодшим членом правління Ради модних дизайнерів Америки (CFDA). Вже в 2009, Ecko Unltd. мав більше $ 1 млрд глобальних доходів і є найбільшим брендом у вуличній культурі.
27 жовтня 2009, Iconix Brand Group виплатила $ 109 млн за 51% акцій Ecko Unltd. Згодом, у травні 2013 року отримала повний контроль над компанією.